# 漫画家

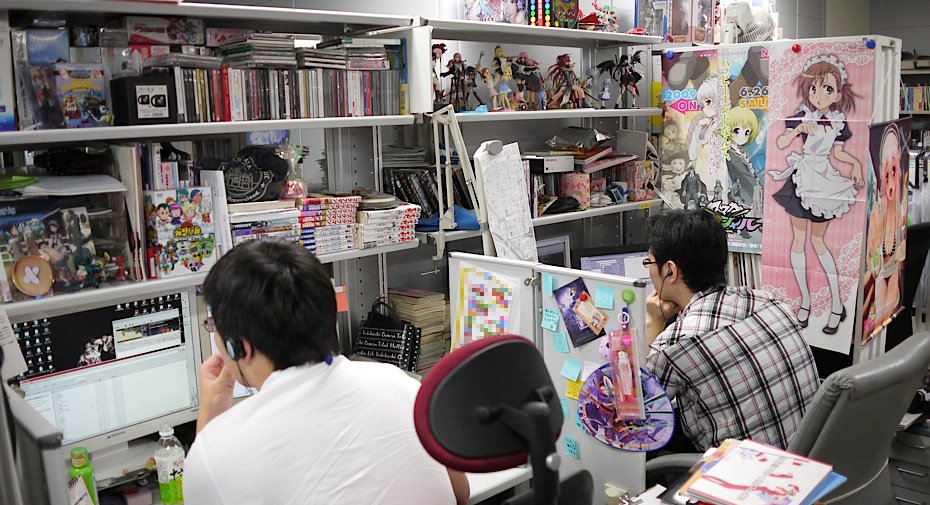
日本漫画家

漫画家（英文：Cartoonist、Caricaturist、Cartoon Writer、Cartoon Artist）指创作漫畫或卡通的藝術家。漫畫有不同的類型，有單幅漫畫、四格漫畫、連環漫畫等等。連載強度較低的，可能只由一個漫畫家做完整個創作。連載強度較大的漫畫，往往會由一個工作室團隊來製作，像美國的漫威各英雄角色都有對應的團隊，日本的漫畫也都有工作室，香港的黃玉郎與所轄主筆也是如此。一般來講，漫畫原作與主要畫家都可以稱為漫畫家。其它參與作畫但沒參與創作的，通常只能稱為漫畫助手。

## 獨立作業的漫畫家
像日本長谷川町子以黑白四格漫畫的型式連載海螺小姐，線條簡要，沒有繁複背景，沒有上色問題，創作的壓力主要在於劇情。這樣就可能獨立作業。

## 帶領工作室的漫畫家
在日本很常見，日本的漫畫周刊一周要畫近20頁的連載，還有其它上色稿件等工作，連載壓力強度大。通常會找幾個助手協助。比較制度化的是像秋本治創作漫畫烏龍派出所，在1990年代成立製作公司有限会社アトリエびーだま以企業化方式雇用助手。

## 漫畫原作
通常會撰寫劇本，有的會參與製作分鏡。譬如漫威蜘蛛人的劇本創作是Stan Lee，日本漫畫北斗之拳的原作是武論尊。

## 主要畫家
會執行人物的美術設計，並主持作畫創作的部份。譬如漫威蜘蛛人的主要畫家是Jack Kirby，日本漫畫北斗之拳的作畫是原哲夫。

## 漫畫助手
執行一些技術上的細節，譬如描背景、畫速度線、塗黑、貼網點等，或協助影印、找參考資料等事務。通常不參與創作，但有些會幫漫畫家提供故事點子。

## 職業病
由於長時間久坐，缺乏運動，不規律的睡眠與工作，所以容易導致職業病。例如腰痛、腱鞘炎，或是猝死。

## 戲稱
一部漫畫家
泛指只有一部成名作，而無後續其他作品的畫家。